# Eugen Dücker
Eugen Dücker (vagy Eugène Gustav Dücker) (Kuressaare, 1841. február 10. – Düsseldorf, 1916. december 6.) német-észt festő.

## Életpályája

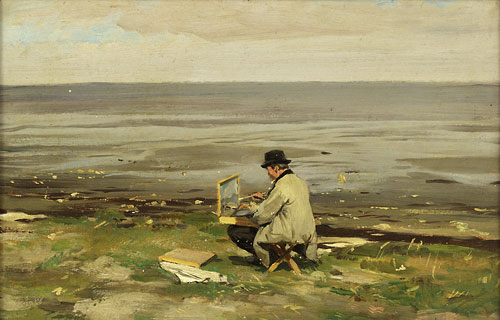
Önarckép a Keleti-tengernél

1858 és 1862 között a szentpétervári művészeti akadémia növendéke volt. 1864-től Düsseldorfban élt. 1872-ben – Oswald Achenbach utódaként – a düsseldorfi művészeti akadémia tájképfestészeti tanára lett, és az is maradt még 44 éven át.
Tanulmányutakat tett  Hollandiában, Belgiumban, Franciaországban és Itáliában.

## Művei
Főleg késő romantikus tájképei ismertek, amelyeken tengerparti tájakat és ligeteket ábrázolt.

## Ismertebb tanítványai
- Max Clarenbach
- Heinrich Hermanns
- Eugen Kampf
- Georg Macco
- Fritz Overbeck
- Otto Strützel
- Carl Wuttke